# Drosera fimbriata
Drosera fimbriata es una planta carnívora perenne y tuberosa, perteneciente al género Drosera.

## Descripción
La planta alcanza los 10 a 15 cm de altura con dos o tres verticilos de hojas no carnívoras  en la parte inferior del tallo y 2 a 5 verticilos de hojas carnívoras por encima de ellas. Florece en octubre.

## Distribución y hábitat
Es  endémica de Australia Occidental, de una región en torno a Manypeaks pero con poblaciones cercanas al río Scott y cerca de Denmark. Crece en suelos arenosos húmedos de invierno en los brezales.

## Taxonomía
Drosera fimbriata fue descrita por Larry Eugene DeBuhr y publicado en Aliso 8: 267, en el año 1975.

Etimología
Drosera: tanto su nombre científico –derivado del griego δρόσος (drosos): "rocío, gotas de rocío"– como el nombre vulgar –rocío del sol, que deriva del latín ros solis: "rocío del sol"– hacen referencia a las brillantes gotas de mucílago que aparecen en el extremo de cada hoja, y que recuerdan al rocío de la mañana.
fimbriata: epíteto latino que significa "con flecos".
Sinonimia
- Sondera fimbriata (DeBuhr) Chrtek & Slavíková, Novit. Bot. Univ. Carol. 13: 43 (1999 publ. 2000).[6]